# Бела Б.
Бела Б. (нем. Bela B; род. 14 декабря 1962, Берлин, настоящее имя Dirk Albert Felsenheimer) — немецкий барабанщик, вокалист, композитор, актёр и один из основателей известной немецкой панк-рок группы Die Ärzte.

## Личная жизнь
Дирк Фельзенхаймер родился 14 декабря 1962 года в Берлине, в районе Шпандау. Его родители развелись, когда ему, и его сестре-близнецу Диане, было по 5 лет.
С юного возраста увлекался барабанами, предпринимая первые попытки освоить инструмент играя в подвале дома друзей его сестры. Вскоре, купив собственную установку и записавшись петь в хоре, юный музыкант, получив одобрение родителей, устроил у себя дома репетиционную комнату.
Чуть позже он поступил в школу полиции, и вскоре бросив, устроился продавцом в известный супермаркет Hertie, но проработав там всего 2 недели, также оставил это занятие. Впоследствии Дирк окончил трехлетнее обучение специалиста по оформлению витрин в доме моды.
Своё сценическое имя музыкант выбрал основываясь на именах двух знаменитостей: Бела Лугоши, актёр, исполнитель роли Графа Дракулы, которого Дирк обожал с самого детства, и Барни Раббл, персонаж мультфильма Флинстоуны, чьим именем Дирка звали сверстники в школе.
Бела Б. живёт вместе со своей подругой, фотографом Констанцией Хаберман, и их сыном в Гамбурге.

## Музыкальная карьера

### Die Ärzte
Первой серьёзной группой для Дирка стала группа Soilent Grün, участником которой он был в 1979—1982 годах, и в которой он познакомился с Фарином Урлаубом и Гансом Рунге. После распада Soilent Grün, Бела, Фарин и Ганс создали панк-группу Die Ärzte и уже в 1983 году выпустили свой дебютный мини-альбом Uns geht's prima.... Через год группа подписывает контракт с лейблом Columbia Records и выпускает первый полноценный альбом, который получил название Debil. Группа успешно гастролировала и выпускала альбомы в течение нескольких лет, пока музыканты не решили распустить коллектив в 1988 году. После затяжного молчания и попыток добиться успеха со своими новыми группами, в 1993 году музыканты Бела Б. и Фарин Урлауб решили воссоединиться и продолжить совместную карьеру. На данный момент, Die Ärzte являются одним из самых известных рок-коллективов Германии, выпустив в общей сложности 12 номерных студийных альбомов.

### Depp Jones
После распада Die Ärzte в 1988-м, Бела Б., вместе со своим другом Родриго Гонсалезом, вскоре собрал собственный коллектив под названием S.U.M.P, которые сразу же выпустили EP «Get Wise, Get Ugly, Get S.U.M.P.», содержащий кавер-версии на популярные песни. В дальнейшем группа была переименована в Depp Jones. Их дебютный студийный альбом «Return to Caramba!» провалился на фоне былого успеха Die Ärzte. Последующие два релиза группы, «Welcome to Hell» и «At 2012 A.D.», тоже не были успешны. Фарин Урлауб, со своей метал-группой King Køng, так же не снискал успеха, и в 1993 году, старые друзья Бела и Фарин, пригласив гитариста Depp Jones Родриго Гонсалеза на место бас-гитариста, воссоединили Die Ärzte.

### Сольная карьера
В 2006 году, Бела Б. выпустил свой первый сольный альбом «Bingo», спродюсированный английским певцом Уэйном Джексоном и Олсен Инволтини. Пластинка собрала в себе множество жанров, таких как кантри, рокабилли, бит и традиционную рок-музыку. Стоит отметить, что особое место в песнях занимают элементы любимого Белой жанра — хоррор, «следы» которого можно заменить почти в каждой песне. На альбоме есть совместная песня с легендой кантри Ли Хезлвудом, а также совместные композиции с Шарлот Роше и с близкой подругой Белы — певицей Lula. После выхода альбома, Бела начал сольные гастроли со своей группой Bela B. y Los Helmstedt, отыграв концерты, в том числе, на крупных фестивалях, таких как Rock am Ring, Rock im Park, MTV Campus Invasion и Gurtenfestival.
Следующим релизом Белы Б. стал второй номерной сольный альбом «Code B.», вышедший 2 октября 2009 года. На альбоме ещё больше песен было посвящено хоррор-тематике, но так же присутствовали кантри-мотивы, бит и классический рок-н-ролл.
Третьим сольным альбомом Белы, стала пластинка «Bye», увидевшая свет 4 апреля 2014 года. Данный альбом музыкант записал вместе со своими друзьями: Петой Девлин и группой Smokestack Lightnin'. Альбом получился строго выдержанным в стилях кантри и рокабилли, и дошёл до 5 строчки немецкого чарта. Далее последовала серия концертов по Германии, под вывеской «Bela B. & Smokestack Lightnin' Bye-Now! Tour», в которых на постоянной основе так же принимала участие Пета Девлин, как гитарист и бэк-вокалист.

## Хобби и другие проекты
Бела, с самого начала своей карьеры, увлекается игрой в кино. На его счету несколько ролей в телевизионных постановках (Спецотряд «Кобра 11»), а также роли в большом кино. Так, в 2004 году, Бела сыграл роль Ганса Штайнбрюка в фильме «Пираты Эдельвейса», вместе с российским актёром Иваном Стебуновым. Примечательно, что часть съемок фильма проходила в России, в Санкт-Петербурге. В 2007 году музыканту выпала честь провести интервью для известного издания Die Welt с одним из своих любимых режиссёров — Квентином Тарантино, в честь выхода на немецкие экраны фильма «Доказательство смерти». Позже, Бела Б. был замечен в эпизодической роли фильма Тарантино «Бесславные ублюдки».
Бела Б. так же увлекается озвучиванием аудиокниг и дубляжом фильмов. В его списке аудиокниги «Last Train to Memphis: The Rise of Elvis Presley», «Careless Love: The Unmaking of Elvis Presley» (биография Элвиса Пресли, автор — Питер Гуральник), повесть «Венера в мехах», немецкий дубляж мультфильма Пол и многое другое.
Так же, Бела Б. являлся владельцем издательства «Extrem Erfolgreich Enterprises» («EEE»), которое специализировалось на издательстве комиксов. Однако в 2006 году, Бела заявил в интервью о том, что издательство потихоньку заглохло. «В 2005 мы выпустили комикс „10 kleine Grufties“, и ещё три книги, а это, как Вы понимаете, слишком мало, для издательства. Таких образом, ребота сходила на „нет“ и мы решили закрыть „EEE“». Из спортивных предпочтений стоит отметить то, что Бела Б. является ярым болельщиком футбольного клуба Санкт-Паули из Гамбурга. Так же музыкант часто участвует в марафонах, пробегал длинные дистанции на марафонах в Гамбурге и Нью-Йорке. В 2004 году Бела участвовал в забеге на 20 километров «26th Ahrensburg Lümmellauf» и «The Dracula Transylvania Marathon from Sighişoara to Mediaş» в Румынии.
Он также поддерживает множество антифашистских движений, в том числе «Kein Bock auf Nazis», а его взгляды на это выражены в песне die Ärzte «Schrei nach Liebe». Белла поддерживает организацию «PETA», участвовал в съемках рекламных плакатов, в том числе с актрисой Франкой Потенте.

## Дискография

### Сольная карьера

#### Альбомы
- «Bingo» (2006)
- «Code B» (2009)
- «Bye» feat. Smokestack Lightnin' (2014)
- «Bastard» feat. Peta Devlin & Smokestack Lightnin’ (2017)

#### Синглы
- «Tag mit Schutzumschlag» (2006) с альбома Bigno
- «1. 2. 3. …» (2006) — feat. Charlotte Roche с альбома Bigno
- «Sie hat was vermisst» (2006) с альбома Bigno
- «Gitarre runter» (2007) с альбома Bigno
- «Altes Arschloch Liebe» (2009) с альбома Code B
- «Schwarz/Weiss» (2009) с альбома Code B
- «In Diesem Leben» (только DL) (2010) с альбома Code B
- «Im Klub» (2013) — feat. Peta Devlin & Smokestack Lightnin' сингл, приуроченный к началу концертного тура
- «Abserviert» (2014) — feat. Peta Devlin & Smokestack Lightnin' с альбома Bye
- «Immer So Sein» (2014) — feat. Peta Devlin & Smokestack Lightnin' с альбома Bye
- «Streichholzmann» (2014) — feat. Peta Devlin & Smokestack Lightnin' с альбома Bye (издается ограниченно, только на виниле)